# Maryse Alberti
Pour les articles homonymes, voir Alberti.
Maryse Alberti, née le 10 mars 1954, est une directrice de la photographie française.

## Carrière
Installée aux États-unis depuis 1973, Alberti travaille comme directeur photo sur des films de fiction ou des documentaires. Elle remporte plusieurs prix, notamment au Festival du film de Sundance et aux Spirit Awards. 
Elle est la première femme cinéaste contemporaine affichée en couverture de American Cinematographer pour son travail sur le film de Todd Haynes Velvet Goldmine, son premier film à grand budget tourné en 1998.

## Filmographie

### En tant que directrice de la photographie
- 2023 : Death Business (The Burial) de Maggie Betts
- 2022 : Jerry and Marge Go Large de David Frankel
- 2021 : A Journal for Jordan de Denzel Washington
- 2021 : Inventing Anna (série TV)
- 2020 : Une ode américaine (Hillbilly Elegy) de Ron Howard
- 2019 : Les Baronnes (The Kitchen) de Andrea Berloff
- 2018 : My Dinner with Hervé (téléfilm) de Sacha Gervasi
- 2018 : Dirty Money (série TV)
- 2017 : Le secret des Kennedy (Chappaquiddick) de John Curran
- 2016 : Beauté cachée (Collateral Beauty) de David Frankel
- 2014-2016 : Years of Living Dangerously (série TV documentaire)
- 2016 : Cooked (série TV documentaire)
- 2015 : Creed de Ryan Coogler
- 2015 : Free Love de Peter Sollett
- 2015 : The Visit de M. Night Shyamalan
- 2014 : Mr. Dynamite : The Rise of James Brown (documentaire) de Alex Gibney
- 2014 : 30 for 30 shorts (série TV documentaire)
- 2014 : A Good Job : Stories of the FDNY (documentaire TV) de Liz Garbus
- 2014 : Bending the Light (documentaire) de Michael Apted
- 2014 : John Leguizamo's Ghetto Klown (captation one man show) réalisé par Fisher Stevens
- 2013 : History of the Eagles (série TV documentaire)
- 2013 : We steal secrets, l'histoire de WikiLeaks (documentaire) de Alex Gibney
- 2012 : Dear Governor Cuomo (documentaire) de Alex Gibney, Jon Bowermaster et Natalie Merchant
- 2012 : Love, Marilyn (documentaire) de Liz Garbus
- 2012 : West of Memphis (documentaire) de Amy Berg
- 2011 : Biba! One Island, 879 Votes (documentaire) de Ben Bloodwell
- 2011 : Apache 8 (documentaire) de Sande Zeig
- 2010 : QC Notorious (documentaire) de Robert Agro-Melina
- 2010 : Client 9 : The Rise and Fall of Eliot Spitzer (documentaire) de Alex Gibney
- 2010 : Stone de John Curran
- 2010 : My Trip to Al-Qaeda (documentaire) de Alex Gibney
- 2010 : Casino Jack and the United States of Money (documentaire) de Alex Giney
- 2010 : Truth in Motion : The US Ski Team's Road to Vancouver (documentaire TV) de Brett Morgen
- 2009 : The Agony and the Ecstasy of Phil Spector (documentaire) de Vikram Jayanti
- 2008 : The Wrestler de Darren Aronofsky
- 2008 : Finishing Heaven (documentaire) de Mark Mann
- 2008 : Soul Masters : Dr. Guo and Dr. Sha (documentaire vidéo) de Sande Zeig
- 2008 : Gonzo : The Life and Work of Dr. Hunter S. Thompson (documentaire) de Alex Gibney
- 2008 : The Onion Movie de Tom Kuntz et Mike Maguire
- 2007 : In God's Name (documentaire TV) de Gédéon Naudet et Jules Naudet
- 2007 : The Power of the Game (documentaire) de Michael Apted
- 2007 : Un taxi pour l'enfer (documentaire) de Alex Gibney
- 2006 : The New Medicine (documentaire TV) de Muffie Meyer
- 2006 : Beyond the Steps : Alvin Ailey American Dance (documentaire TV) de Phil Bertelsen
- 2006 : Great Performances (série TV)
- 2006 : The Human Behavior Experiments (documentaire TV) de Alex Giney
- 2006 : All Alboard! Rosie's Family Cruise (documenatire TV) de Shari Cookson
- 2006 : A Journey That Wasn't (court-métrage) de Pierre Huyghe
- 2005 : American Masters (série TV documentaire)
- 2005 : Enron : The Smartest Guys in the Room (documentaire) de Alex Giney
- 2005 : Hidden Inside Mountains (court-métrage) de Laurie Anderson
- 2005 : Independent Lens (série TV documentaire)
- 2004 : Rape in a Small Town : The Florence Holway Story (documentaire TV) de Jeffrey Chapman
- 2004 : We Don't Live Here Anymore de John Curran
- 2003 : Game Over : Kasparov and the Machine (documentaire) de Vikram Jayanti
- 2002 : The Guys de Jim Simpson
- 2002 : Grasp (court-métrage) de Brendan Donovan
- 2001 : James Ellroy's Feast of Death (documentaire) de Vikram Jayanti
- 2001 : Here (court-métrage) de Brendan Donovan
- 2001 : Allison Forever de Tommy O'Haver
- 2001 : Tape de Richard Linklater
- 2000 : Twilight: Los Angeles de Marc Levin
- 2000 : Joe Gould's Secret de Stanley Tucci
- 1999 : The People vs. Shintech (documentaire vidéo)
- 1999 : Me & Isaac Newton (documentaire) de Michael Apted
- 1998 : Sex and the City (série TV)
- 1998 : Velvet Goldmine de Todd Haynes
- 1998 : Happiness de Todd Solondz
- 1997 : Inspirations (documentaire) de Michael Apted
- 1997 : Sale nuit (Stag) de Gavin Wilding
- 1996 : Dear Diary (court-métrage) de David Frankel
- 1996 : Tales of Erotica - Segment "The Dutch Master" de Susan Seidelman
- 1996 : I Love You, I Love You Not de Billy Hopkins
- 1996 : When We Were Kings (documentaire) de Leon Gast
- 1995 : Harlem Diary: Nine Voices of Resilience (documentaire) de Jonathan Stack
- 1995 : She Lives to Ride (documentaire) de Alice Stone
- 1995 : Give a Damn Again de Adam Isidore
- 1994 : Crumb (documentaire) de Terry Zwigoff
- 1994 : Moving the Mountain (documentaire) de Michael Apted
- 1994 : The Heart of the Matter (documentaire) de Amber Hollibaugh et Gini Reticker
- 1994 : Mob Stories (documentaire TV) de Marc Levin
- 1993 : Deadfall de Christopher Coppola
- 1993 : The Ducth Master (court-métrage) de Susan Seidelman
- 1993 : Dottie Gets Spanked (court-métrage TV) de Todd Haynes
- 1993 : I Am a Sex Addict (documentaire) de Vikram Jayanti et John Powers
- 1992 : In Women's Hands (documentaire) de Rachel Field et Juan Mandelbaum
- 1992 : Confessions of a Suburban Girl (documentaire) de Susan Seidelman
- 1992 : Incident à Oglala (documentaire) de Michael Apted
- 1992 : Zebrahead de Anthony Drazan
- 1992 : Minimum Wages: The New Economy (documentaire TV) de Tom Casciato
- 1991 : All Our Children with Bill Moyers (documentaire) de Tom Casciato
- 1991 : Poison de Todd Haynes
- 1990 : H-2 Worker (documentaire) de Stéphanie Black
- 1989 : The Way of the Wicked (court-métrage) de Christine Vachon
- 1988 : Cause and Effect (court-métrage) de Susan Delson
- 1988 : American Playhouse (série TV)
- 1984 : Femme (film pornographique video) de R. Lauren Niemi

### En tant qu'opératrice de seconde équipe ou assistante
- 2015 : Heart of a Dog (documentaire) de Laurie Anderson : caméra additionnelle
- 2015 : Going Clear Scientology: La Vérité révélée au grand jour (documentaire) de Alex Gibney : caméra additionnelle
- 2014 : Captivated: The Trials of Pamela Smart (documentaire) de Jeremiah Zagar : caméra additionnelle
- 2013-1996-1995 : Frontline (série TV) : caméra additionnelle
- 2011 : Women, War & Peace (série TV) : caméra additionnelle
- 2010 : Joe Papp in Five Acts (documentaire) de Tracie Holder et Karen Thorsen : caméra additionnelle
- 2010 : Smash His Camera (documentaire) de Leon Gast : caméra additionnelle
- 2007 : Irak, de la dictature au chaos (documentaire) de Charles Ferguson : caméra additionnelle
- 2004 : Last Laugh '04 (Film TV) : caméra additionnelle
- 2001 : The Orgasm Special: A Real Xtra (Film TV) de Patti Kaplan : caméra additionnelle
- 2000 : The Internationale (court-métrage documentaire) de Peter Miller : caméra additionnelle
- 1999-1992 : Real Sex (série documentaire TV) : caméra additionnelle
- 1993 : America Undercover (série documentaire TV) : caméra
- 1990 : Listen Up: The Lives of Quincy Jones (documentaire) de Ellen Weissbrod : caméra additionnelle
- 1990 : Paris is burning (documentaire) de Jennie Livingston : caméra de seconde équipe
- 1989 : Alien Space Avenger de Richard W. Haines : Chef opératrice de seconde équipe
- 1986 : Wimps (film video) de Chuck Vincent : assistante caméra
- 1986 : Sex appeal de Chuck Vincent : assistante caméra
- 1986 : Nightmare Weekend de Henri Sala : Opératrice de mise au point
- 1986 : Spookies de Genie Joseph : assistante caméra
- 1985 : Double Negative (court-métrage) de Sam Irvin : assistante caméra
- 1984 : Cocaïne de Paul Morrissey : Seconde assistante caméra
- 1982 : Vortex de Beth B et Scott B : assistante caméra
- 1982 : New-York, 42e rue de Paul Morrissey : assistante caméra
- 1982 : Epouvante sur New-York de Larry Cohen : assistante de production